# Leonardo Fioravanti (designer)

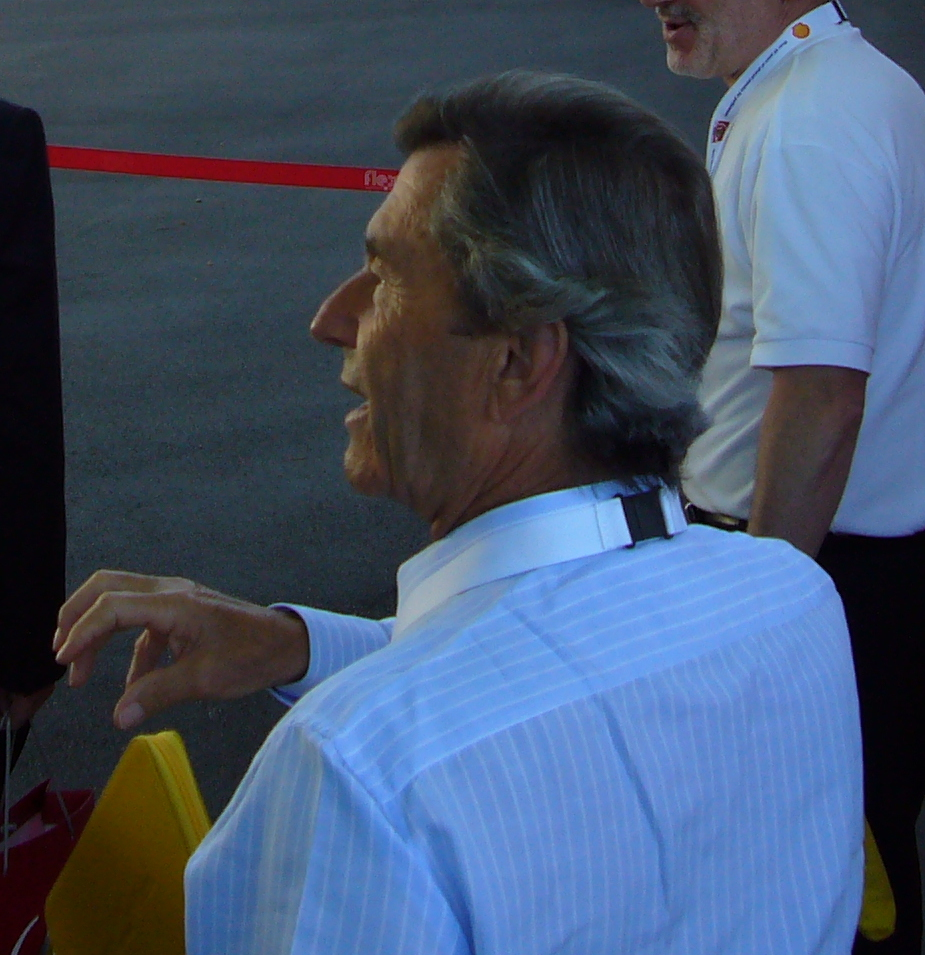
Leonardo Fioravanti (2007)

Leonardo Fioravanti (Milaan, 31 januari 1938) is een Italiaanse ingenieur en autodesigner bekend van zijn werk bij het Italiaanse ontwerpbureau Pininfarina, waar hij meerdere Ferrari sportwagens ontwierp.

## Loopbaan
Fioravanti studeerde eind jaren vijftig werktuigbouwkunde aan de Polytechnische Universiteit van Milaan, waar hij zich specialiseerde in aerodynamica en voertuigdesign. Na zijn opleiding ging hij aan de slag bij Pininfarina, een van de meest gerenommeerde auto-ontwerpers in Italië. Daar ontwierp hij de carrosserieën van verschillende Ferrari- en Fiat-modellen en was er 18 jaar lang het hoofd van de researchafdeling Pininfarina Studi e Ricerche.
Van 1988 tot 1991 werkte Fioravanti voor het Fiat concern, aanvankelijk als plaatsvervangend algemeen directeur van Ferrari en later als directeur van het Fiat en Alfa Romeo Centro Stile.
In 1987 richtte hij Fioravanti Srl op, een ontwerpstudio gevestigd in Moncalieri bij Turijn, waar hij sinds 1991 CEO is. Fioravanti Srl ontwerpt prototypes en voert R&D-opdrachten uit voor diverse autofabrikanten.

## Ontwerpen

### Pininfarina
- Ferrari Dino
- Ferrari 365 GTB/4 "Daytona"
- Ferrari 365 GT4 2+2
- Ferrari 308 GTB
- Ferrari 512 Berlinetta Boxer
- Ferrari 288 GTO
- Ferrari Mondial 8
- Ferrari F40
- Ferrari 348
- Ferrari Pinin
- Fiat 130 Coupé
- Lancia Gamma Berlina

### Fioravanti Srl
- Fioravanti Sensiva (1994)
- Fioravanti Nyce (1996)
- Fioravanti Flair (1996)
- Ferrari Fioravanti F100 (1998)
- Fioravanti F100r (2000)
- Fioravanti Tris (2000)
- Fioravanti LF (Alfa Romeo Vola) (2000)
- Fioravanti Yak (2002)
- Fioravanti Kite (2004)
- Lancia Kandahar (2005)
- Lexus LF-A (2005)
- Ferrari Superamerica (2005)
- Fioravanti Skill (2006)
- Fioravanti Thalia (2007)
- Fioravanti Hidra (2008)
- Ferrari SP1 (2008)
- Fioravanti LF1 (2009)
- BAIC C80K (2012)
- BAIC C90L (2012)
- BAIC S900 (2013)